# Sandravinany
Sandravinany is een plaats en commune in het zuiden van Madagaskar, behorend tot het district Vangaindrano, dat gelegen is in de regio Atsimo-Atsinanana. Tijdens een volkstelling in 2001 telde de plaats 9.842 inwoners.
De plaats biedt enkel lager onderwijs. 9 % van de bevolking werkt als landbouwer en 90 % verdient zijn brood als visser. Het belangrijkste landbouwproduct is maniok; andere belangrijke producten zijn zoete aardappelen en rijst. Verder is 1 % actief in de dienstensector.